# Кальницкий полк
Кальницкий (Винницкий) полк — административно-территориальная и военная единица Правобережной Украины в XVII веке. Полковой центр — город Кальник (ныне село Ильинецкого района Винницкой области).

## География
В 1649 году полк насчитывал 2 050 казаков и состоял из 19 сотен: Бабинской, Балабановской, Борщаговской, Винницкой, Вороновицкои, Дашевской, Животовской, Жорницкой, Ильинецкой, Кальницкой, Кунянской, Липовецкой, Немировской, Ометинскои, Погребищенской, Прилуцкой, Рахнивской, Теплицкой и Тетиевской. В 1654 году на территории Винницкого полка насчитывалось 62 населённых пункта.

## История
Полк был создан в 1648 году под названием Кальницкий полк. В том же году в его состав был включён Животовский полк. Полк существовал с 1648 по 1678 и с 1704 по 1708 годы. С центрами в Кальнике в 1648—1653, 1667—1678 годах и Виннице 1653—1667 годах. После переноса центра полк стал называться Винницким.
Пограничное положения обусловило частое участие казаков Кальницкого полка в боях с польскими войсками во время национально-освободительной войны украинского народа 1648—1654 годов.
После передачи Русским царством в 1667 году Правобережной Украины Речи Посполитой, согласно Андрусовского перемирия, полк пришёл в упадок и был объединён с Брацлавским полком.
Несколько неудачных попыток восстановления Кальницкого полка были предприняты гетманами Иваном Мазепой и Иваном Скоропадским.

## Полковники
1. Остап (Евстафий) Усваницкий (1648—1649)
2. Иван Федоренко (1649—1650, 1654)
3. Остап Гоголь (1649,1674)
4. Иван Богун (1650, 1651, 1653—1657)
5. Пётр Стягайло (1652)
6. Иван Серко (1658—1659)
7. Иван Вертелецкий (1659—1660)
8. Урбанович Александр — наказной
9. Василий Богун — наказной
10. А. Винницкий
11. Василий Лобойко
12. В. Вереница
13. С. Коваленко
14. Т. Хмура
15. Мельник
16. К. Михалевский,
17. М. Патович
18. Реврик
19. Гавриил Ковалевский
20. Г. Негревецкий
21. О. Волошин (1704—1708)